# 弗羅伊登巴赫河 (施泰納赫河支流)
49°29′48″N 10°06′19″E / 49.496742°N 10.105300°E
弗羅伊登巴赫河是德國的河流，位於該國東南部，由巴伐利亞負責管轄，屬於施泰納赫河的左支流，河道全長5.2公里，流域面積8.2平方公里。